# Nightfall (album)
Nightfall è il secondo album del gruppo musicale doom metal svedese Candlemass, uscito il 9 novembre 1987 e riedito, in versione rimasterizzata con un CD bonus, nell'ottobre del 2001.

## Il disco
Nightfall è il disco che vede l'ingresso di Messiah Marcolin come cantante del gruppo; l'immagine di questo cantante svedese di origini veneziane è quantomeno curiosa: corpulento, coperto da un cespuglio di ispidi capelli scuri e vestito con un saio da frate francescano. La copertina del disco, The Voyage Of Life: The Old Age, è un dipinto di Thomas Cole. La vecchiaia è rappresentata da un anziano che viaggia in un fiume (il fiume della vita) su di una barca. All'orizzonte si intravede uno spiraglio di luce in mezzo ad un cielo minaccioso: la luce del paradiso con angeli che attendono l'anziano viaggiatore per accompagnarlo nel regno dei cieli. Nell'album successivo, Ancient Dreams è raffigurato un altro episodio della medesima opera: la giovinezza.
La musica della band è caratterizzata da riff di chitarra "sabbathiani" costruiti su ritmiche spesso lente, come da tradizione doom metal, su cui si stagliano gli ispirati e ben eseguiti assoli del chitarrista Lars Johansson.
Anche se l'immagine del gruppo è costruita attorno alla figura del cantante, il principale compositore e mente del progetto è Leif Edling.
I testi ruotano attorno al mistero della morte.

## Tracce

### CD 1[3]
1. Gothic Stone - 0:48
2. The Well of Souls - 7:27
3. Codex Gigas - 2:20
4. At the Gallows End - 5:48
5. Samarithan - 5:30
6. Marche Funebre - 2:22
7. Dark Are the Veils of Death - 7:08
8. Mourners Lament - 6:10
9. Bewitched - 6:38
10. Black Candles - 2:18

Tutti i brani sono stati scritti da Leif Edling,

ad eccezione della traccia n. 6 (Fryderyk Chopin) e n. 10 (Mike Wead)

### CD 2[4]
presente solo nella versione del 2001
1. Bewitched (versione demo) - 7:10
2. Battlecry (versione demo) - 6:08
3. The Well of Souls (versione live) - 5:16
4. Dark Are the Veils of Death (versione live) - 4:08
5. At the Gallows End (studio outtake) - 5:50
6. Mourners Lament (studio outtake) - 5:36
7. Intervista - 24:21[5]

## Formazione

### Gruppo
- Leif Edling - basso
- Mats Björkman - chitarra
- Jan Lindh - batteria
- Messiah Marcolin - voce
- Lars Johansson - chitarra

### Altri musicisti
- Mike Wead - chitarra ritmica, armonica e acustica, tastiere, chitarra solista nel brano "Black Candles"